# Dschinghis Khan Tartar Mix
Singles par Berryz Kōbō
Yuke Yuke Monkey Dance
(2008) Madayade
(2008)
Dschinghis Khan Tartar Mix (ジンギスカン タルタルミックス) est un single attribué à "Dschinghis Khan × Berryz Kōbō" (ジンギスカン×Berryz工房).

## Présentation
Le single, produit par Tsunku, sort le 17 septembre 2008 au Japon sur le label Piccolo Town. Il atteint la 35e place du classement des ventes hebdomadaire de l'Oricon. Il sortira également deux mois après au format "single V" (DVD).
La chanson titre est un remix de la reprise du single Dschinghis Khan du groupe de J-pop Berryz Kōbō sorti six mois auparavant, mixant ensemble des passages de la version de Berryz Kōbō et des passages de la version originale du groupe allemand homonyme Dschinghis Khan sortie en 1979. La pochette représente un photo-montage des deux groupes ensemble, et le clip vidéo mélange des séquences des Berryz avec des scènes d'archive du groupe allemand sur scène. Le single contient les trois versions du titre : mix, reprise, et originale.

## Berryz Kōbō
Membres créditées sur le single :
- Saki Shimizu
- Momoko Tsugunaga
- Chinami Tokunaga
- Māsa Sudō
- Miyabi Natsuyaki
- Yurina Kumai
- Risako Sugaya

## Liste des titres
Single CD
1. Dschinghis Khan Tartar Mix (ジンギスカン タルタルミックス?)
2. Dschinghis Khan (Berryz Kōbō ver.) (ジンギスカン（Berryz工房 ver.）?)
3. Dschinghis Khan (Dschinghis Khan Original ver.) (ジンギスカン（ジンギスカン オリジナルver.）?)

Single V
1. Dschinghis Khan Tartar Mix (ジンギスカン タルタルミックス?)
2. Dschinghis Khan Tartar Mix (β Ver.) (ジンギスカン タルタルミックス (β Ver.)?)
3. Making Eizô (メイキング映像?) (Making-of)